# My Jesus (chanson)
 (mars 2024).
La mise en forme du texte ne suit pas les recommandations de Wikipédia : il faut le « wikifier ».
Les points d'amélioration suivants sont les cas les plus fréquents. Le détail des points à revoir est peut-être précisé sur la page de discussion.
- Les titres sont pré-formatés par le logiciel. Ils ne sont ni en capitales, ni en gras.
- Le texte ne doit pas être écrit en capitales (les noms de famille non plus), ni en gras, ni en italique, ni en « petit »…
- Le gras n'est utilisé que pour surligner le titre de l'article dans l'introduction, une seule fois.
- L'italique est rarement utilisé : mots en langue étrangère, titres d'œuvres, noms de bateaux, etc.
- Les citations ne sont pas en italique mais en corps de texte normal. Elles sont entourées par des guillemets français : « et ».
- Les listes à puces sont à éviter, des paragraphes rédigés étant largement préférés. Les tableaux sont à réserver à la présentation de données structurées (résultats, etc.).
- Les appels de note de bas de page (petits chiffres en exposant, introduits par l'outil «  Source ») sont à placer entre la fin de phrase et le point final[comme ça].
- Les liens internes (vers d'autres articles de Wikipédia) sont à choisir avec parcimonie. Créez des liens vers des articles approfondissant le sujet. Les termes génériques sans rapport avec le sujet sont à éviter, ainsi que les répétitions de liens vers un même terme.
- Les liens externes sont à placer uniquement dans une section « Liens externes », à la fin de l'article. Ces liens sont à choisir avec parcimonie suivant les règles définies. Si un lien sert de source à l'article, son insertion dans le texte est à faire par les notes de bas de page.
- La présentation des références doit suivre les conventions bibliographiques. Il est recommandé d'utiliser les modèles {{Ouvrage}}, {{Chapitre}}, {{Article}}, {{Lien web}} et/ou {{Bibliographie}}. Le mode d'édition visuel peut mettre en forme automatiquement les références.
- Insérer une infobox (cadre d'informations à droite) n'est pas obligatoire pour parachever la mise en page.

Pour une aide détaillée, merci de consulter Aide:Wikification.
Si vous pensez que ces points ont été résolus, vous pouvez retirer ce bandeau et améliorer la mise en forme d'un autre article.
"My Jesus" est une chanson de la chanteuse de musique chrétienne contemporaine américaine Anne Wilson, sortie le 16 avril 2021, en tant que single principal de son premier album studio, My Jesus (2022). Wilson a co-écrit la chanson avec Jeff Pardo et Matthew West.
"My Jesus" a atteint la première place du Hot Christian Songs, ainsi que du Bubbling Under Hot 100 aux États-Unis. Elle fut nommée pour le Billboard Music Award de la Meilleure Chanson Chrétienne lors des Billboard Music Awards en 2022. "My Jesus" a reçu deux nominations aux GMA Dove Awards pour la Chanson de l'Année et la Chanson Pop/Contemporaine Enregistrée de l'Année lors des GMA Dove Awards en 2022, remportant en fin de compte le prix de la Chanson Pop/Contemporaine Enregistrée de l'Année.

## Contexte
Le 16 avril 2021, Wilson fit paraître son single multi-piste "My Jesus" comme single principal de son album studio à venir. Elle a partagé l'histoire derrière la chanson, disant :
« Quelques années plus tôt, je traversais une saison de tragédie. Mon grand frère, Jacob, qui était mon meilleur ami et quelqu'un que j'admirais à tous points de vue, a perdu la vie dans un accident de voiture à l'âge de 23 ans. Cette nuit-là, j'ai entendu la voix de Dieu très clairement et Il m'a parlé pour la première fois. Il disait : "Anne, vas-tu me faire confiance, oui ou non ?" J'ai répondu : "Jésus, j'ai confiance en toi." En un instant, Jésus a soulevé le poids lourd et m'a dit qu'il me donnerait tout ce dont j'ai besoin pour surmonter ça. Jésus a commencé à me prouver qu'Il était un Dieu proche. Quand les gens écoutent cette chanson, je veux qu'ils ressentent que Jésus est proche, et tandis que nos histoires peuvent avoir l'air différentes, le même Jésus que j'appelle "Mon Jésus" peut également être ton Jésus. »

## Composition
"My Jesus" est composé dans une clé de [Sol-bémol] avec un tempo de 76 battements par minute et une signature rythmique musicale de 4/4.

## Réception

### Réponse critique
Joshua Andre de 365 Days of Inspiring Media a donné une critique positive de "My Jesus", disant : "Anne nous raconte habilement son témoignage à travers une mélodie de 3 minutes, qui est le Gospel dans sa forme la plus pure."

### Distinctions
| Année | Organisation           | Prix                                             | Résultat   |
| ----- | ---------------------- | ------------------------------------------------ | ---------- |
| 2022  | Billboard Music Awards | Meilleur Chanson Chrétienne                      | Nomination |
| 2022  | GMA Dove Awards        | Chanson de l'Année                               | Nomination |
| 2022  | GMA Dove Awards        | Chanson Pop/Contemporaine Enregistrée de l'Année | Lauréat    |

| Publication                 | Distinction                   | Rang |
| --------------------------- | ----------------------------- | ---- |
| 365 Days Of Inspiring Media | Top 50 des chansons de 2021   | 18   |
| 365 Days Of Inspiring Media | Top 50 des vidéoclips de 2021 | 25   |

## Performance commerciale
"My Jesus" débuta à la 13e place du Hot Christian Songs aux États-Unis le 1er mai 2021, en parallèle atteignant la première place du Christian Digital Song Sales. La chanson fut un succès révolutionnaire, atteignant la première place du Hot Christian Songs et du Christian Airplay.

## Clips
Le 16 avril 2021, Anne Wilson publia le clip officiel de "My Jesus". Le 4 juin 2021, Anne Wilson dévoila la vidéo paroles officielle de la chanson. Le 9 juillet 2021, Anne Wilson partagea la vidéo performance live de "My Jesus".

## Liste des pistes
| My Jesus | My Jesus                  | My Jesus | My Jesus | My Jesus | My Jesus | My Jesus | My Jesus | My Jesus | My Jesus |
| No       | Titre                     | Durée    |          |          |          |          |          |          |          |
| -------- | ------------------------- | -------- | -------- | -------- | -------- | -------- | -------- | -------- | -------- |
| 1.       | My Jesus                  | 3:37     |          |          |          |          |          |          |          |
| 2.       | Devil                     | 3:24     |          |          |          |          |          |          |          |
| 3.       | Something About That Name | 3:32     |          |          |          |          |          |          |          |
| 9:93     |                           |          |          |          |          |          |          |          |          |

| 1. | My Jesus (featuring Crowder) | 3:37 |

## Personnel
Adapté de AllMusic.
- Jacob Arnold - batterie, programmeur
- Chris Bevins - édition
- Jesse Brock - assistant de mixage
- Court Clement - guitare acoustique, banjo, Dobro
- Courtlan Clement - guitare électrique
- Nickie Conley - chœurs
- David Cook - édition
- Warren David - assistant de mixage
- Jason Eskridge - chœurs, disposition du chœur, arrangement vocal
- Ethan Hulse - guitare acoustique, chœurs
- Joe LaPorta - ingénieur mastering
- Tony Lucido - basse
- James MacDonald - chœurs
- Scott Mills - guitare électrique
- Sean Moffitt - mixage
- Jeff Pardo - chœurs, Hammond B3, piano, producteur, programmeur, producteur vocal
- Kiely Phillips - chœurs
- Colton Price - édition, programmeur
- Danny Rader - guitare acoustique, guitare électrique
- Jonathan Smith - guitare électrique, orgue, piano, producteur, programmeur
- Aaron Sterling - batterie
- Matt Ulrich - orgue, piano
- Colby Wedgeworth - producteur, programmeur
- Anne Wilson - artiste principale, chant

## Classements
| Classements (2021)                            | Position maximale |
| --------------------------------------------- | ----------------- |
| Bubbling Under Hot 100 États-Unis (Billboard) | 1                 |
| Christian Songs États-Unis (Billboard)        | 1                 |
| Christian Airplay États-Unis (Billboard)      | 1                 |
| Christian AC États-Unis (Billboard)           | 1                 |

| Classements (2021)                       | Position |
| ---------------------------------------- | -------- |
| Christian Songs États-Unis (Billboard)   | 6        |
| Christian Airplay États-Unis (Billboard) | 5        |
| Christian AC États-Unis (Billboard)      | 6        |

| Classements (2022)                       | Position |
| ---------------------------------------- | -------- |
| Christian Songs États-Unis (Billboard)   | 22       |
| Christian Airplay États-Unis (Billboard) | 48       |

## Certifications
| Région            | Certification | Ventes    |
| ----------------- | ------------- | --------- |
| États-Unis (RIAA) | Platine       | 1 000 000 |

## Historique des versions
| Région     | Date            | Version                 | Format                               | Label   |
| ---------- | --------------- | ----------------------- | ------------------------------------ | ------- |
| Variées    | 16 avril 2021   | Originale               | Téléchargement numérique - streaming | Sparrow |
| États-Unis | 21 mai 2021     | Originale               | Radio chrétienne                     | Sparrow |
| Variées    | 22 octobre 2021 | Duo (featuring Crowder) | Téléchargement numérique - streaming | Sparrow |